# Pusjkinmuseet
Pusjkinmuseet, egentligen Pusjkinmuseet för bildande konst (ryska: Музей изобразительных искусств им. А.С. Пушкина) är Moskvas största museum för europeisk konst, främst expressionister och postimpressionister som Van Gogh, Gauguin och Picasso. Museet ligger mittemot Kristus Frälsarens katedral.
Idén att inrätta ett borgerligt bildmuseum i Moskva går tillbaka till 1850-talet. Ett steg på vägen togs 1862, då greve Nikola Petrovij Rumjanzews konstsamling flyttade från Sankt Petersburg till Moskva, där den placerades i ett särskilt museum. Detta så kallade Rumjanzewmuseet led ständigt av brist på pengar och utställningsyta. Dess chef Ivan Tsvjetajev, som också var professor på Moskvas universitet, att uppföra en ny byggnad. Byggnationen av museet, som ritades av Roman Klein, biträdd av Vladimir Sjuchov och Ivan Rerberg, påbörjades 1898. Det inviges efter 14 byggnadsår 1912. 
Museet är uppkallat efter den berömde ryske poeten Aleksandr Pusjkin, men museet har inte något med honom eller hans verk att göra. Museet grundades av Marina Tsvetajevas far Ivan Tsvetajev som övertalade rika och inflytelserika personer att Moskva behövde ett museum för bildkonst. Museet var ursprungligen uppkallat efter Alexander III. År 1937 fick museet sitt nuvarande namn för att hedra hundraårsminnet av Pusjkins dödsdag.

## Konst
Den första tiden efter öppnandet 1912 var museet främst ett skulpturmuseum. Då Moskva blev landets huvudstad 1918, beslöt den sovjetiska regeringen att dit överföra tusentals verk från Eremitaget och andra konstmuseer. Mästerverk av Van Gogh, Gauguin, Giambattista Pittoni, Picasso och Matisse hamnade därmed på Pusjkinmuseet.

## Arkeologi
Museet visar arkeologiska samlingar, inte minst fantastiska guldsamlingar från Troja och egyptiska mumier.

## Bildgalleri

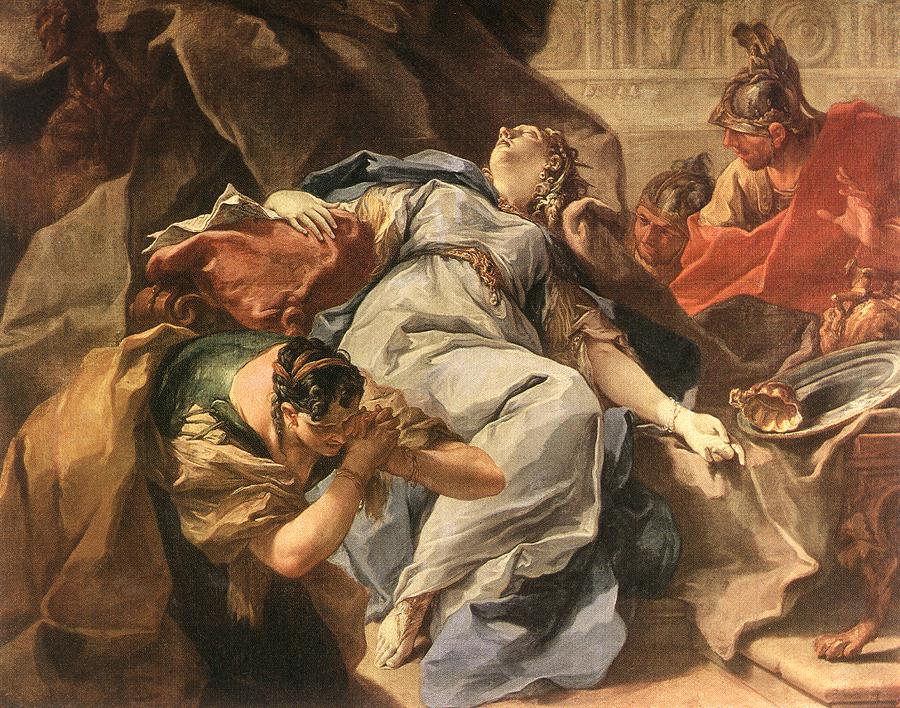
Sofonisbas död av Giambattista Pittoni, första hälften av 1700-talet
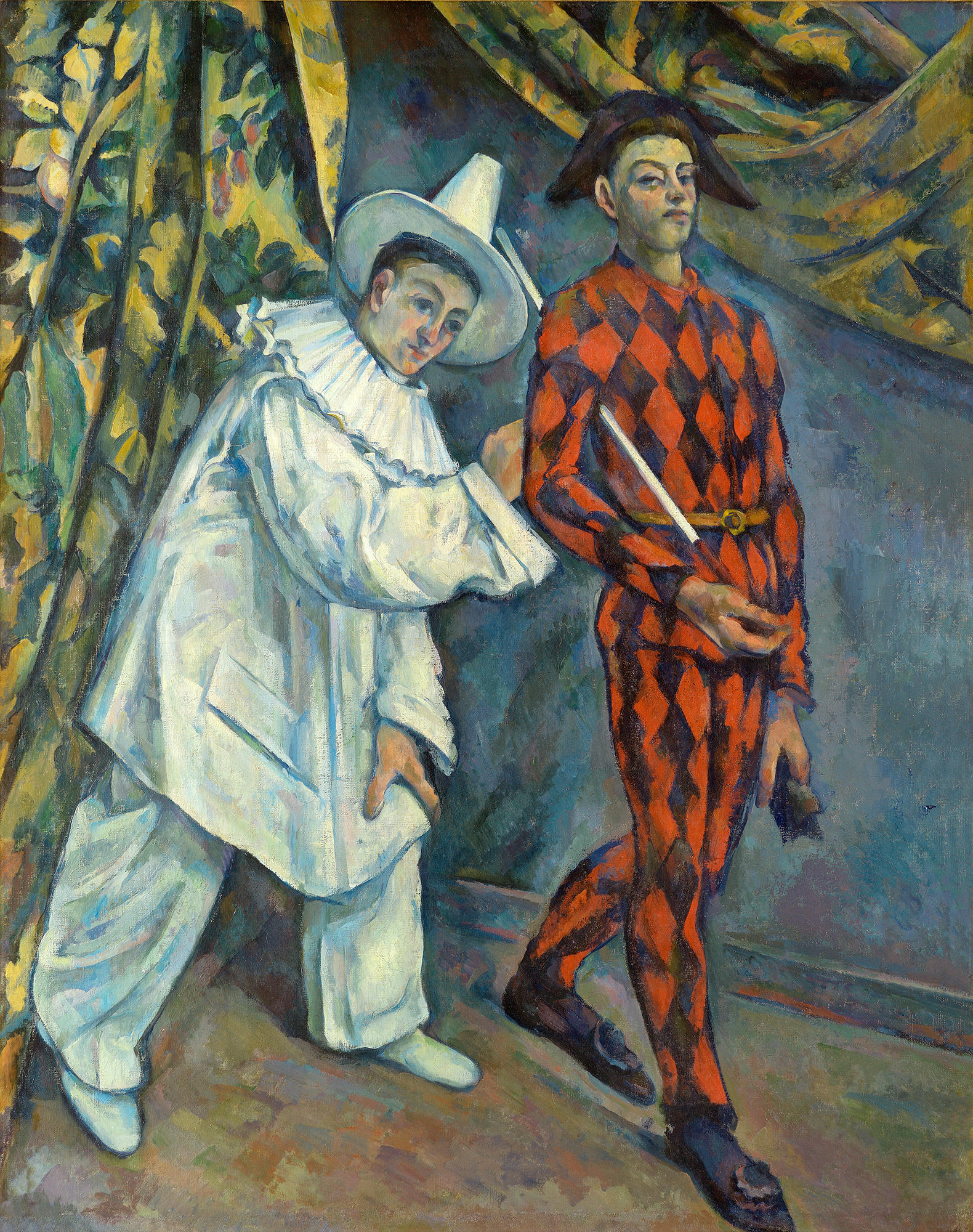
Pierrot och Harlekin av Paul Cézanne, 1888
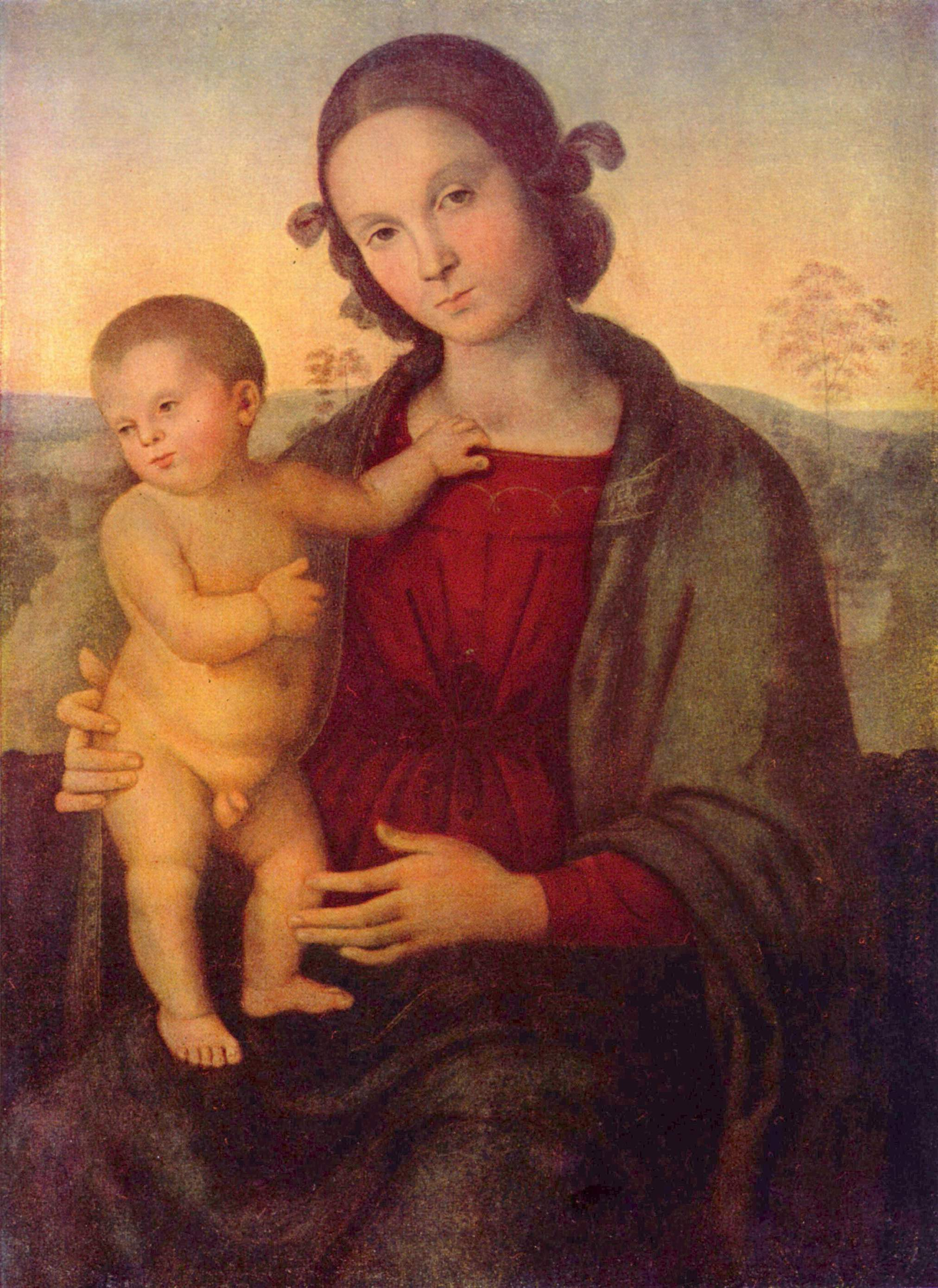
Maria med barnet av Pietro Perugino, slutet av 1400-talet
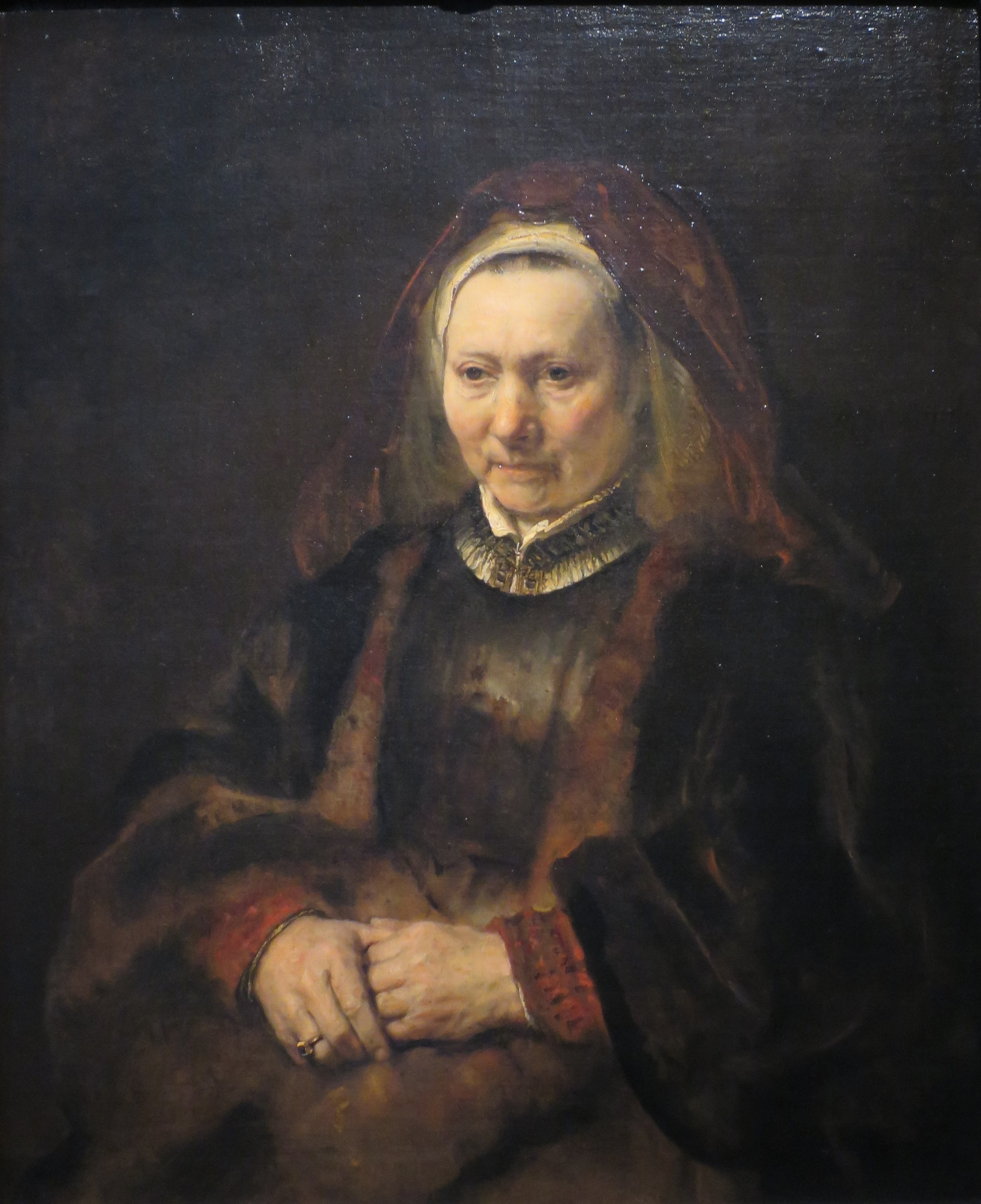
Sittande gammal kvinna av Rembrandt Harmenszon van Rijn, 1653
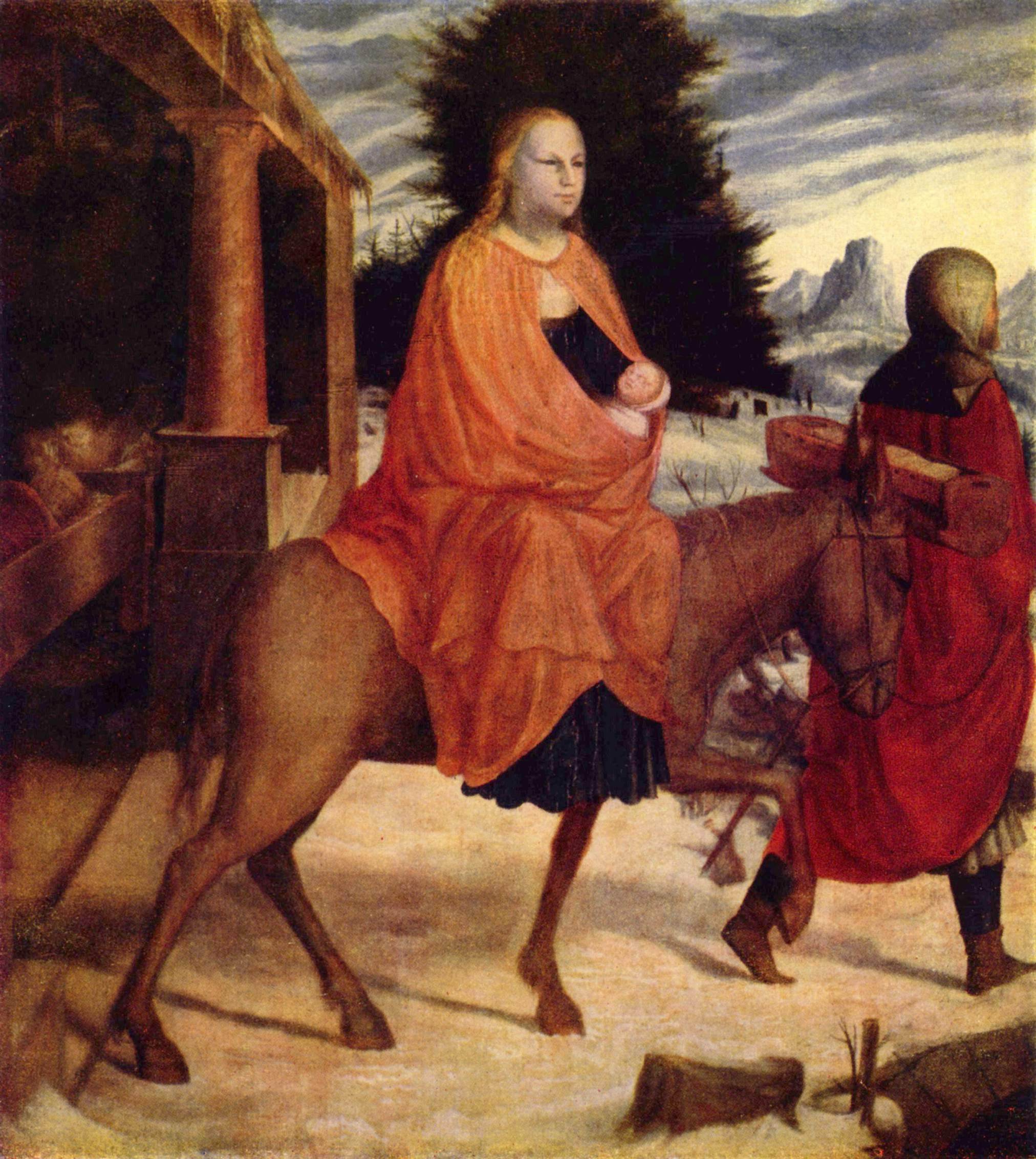
Flykten från Egypten av okänd mästare, första hälften av 1500-talet
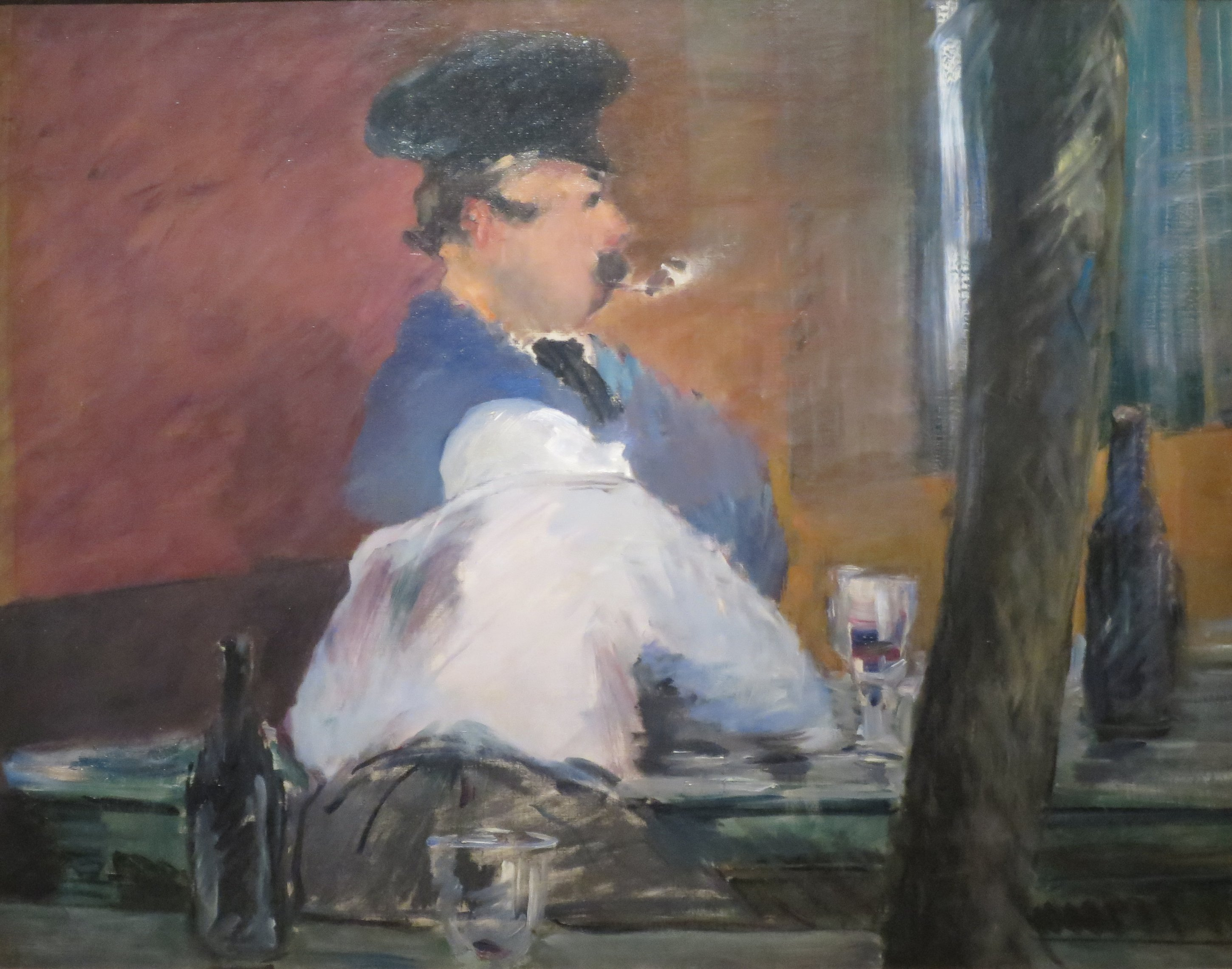
Lantvärdshus av Édouard Manet, 1878
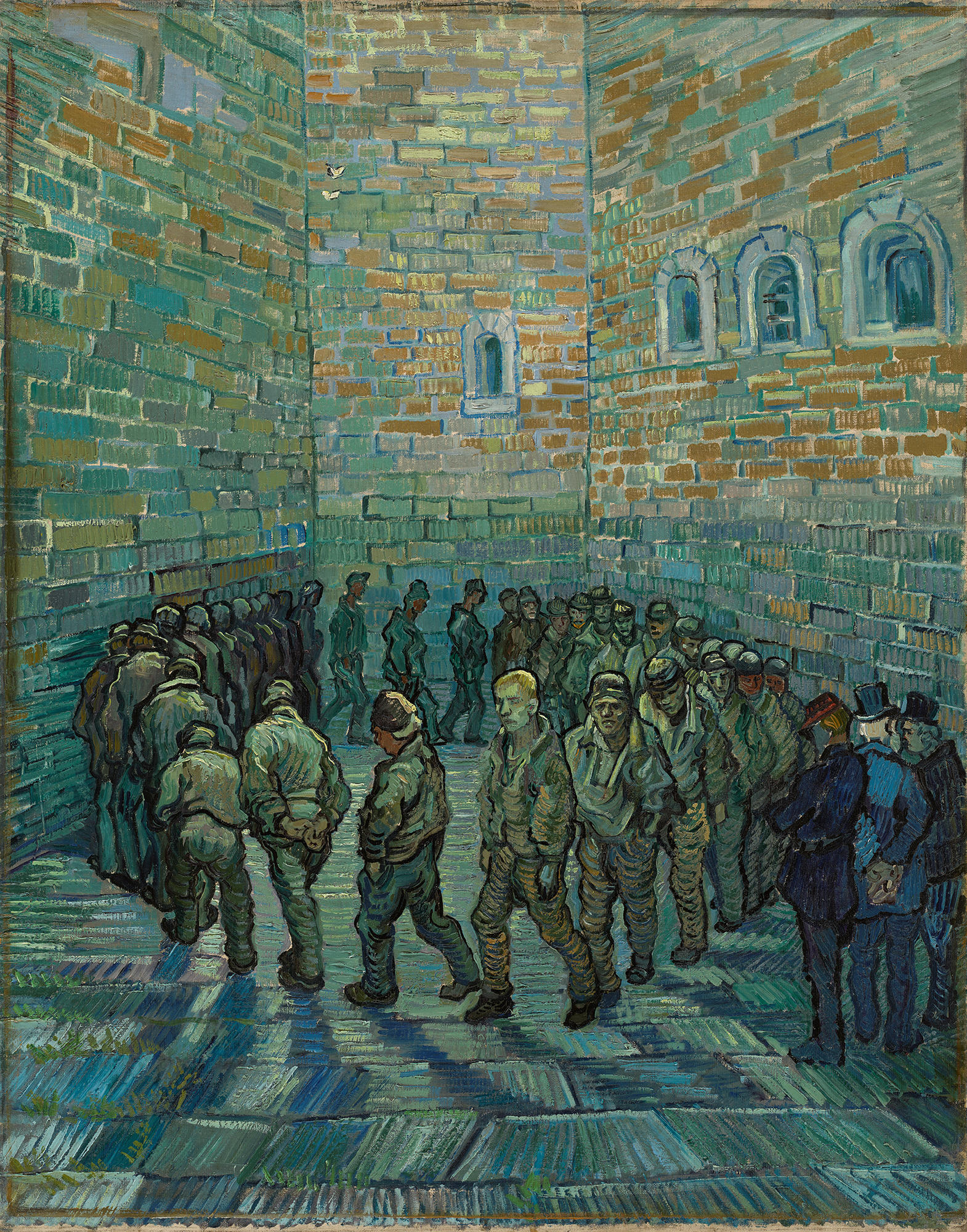
Fångvandring i cirkel av Vincent van Gogh, 1890
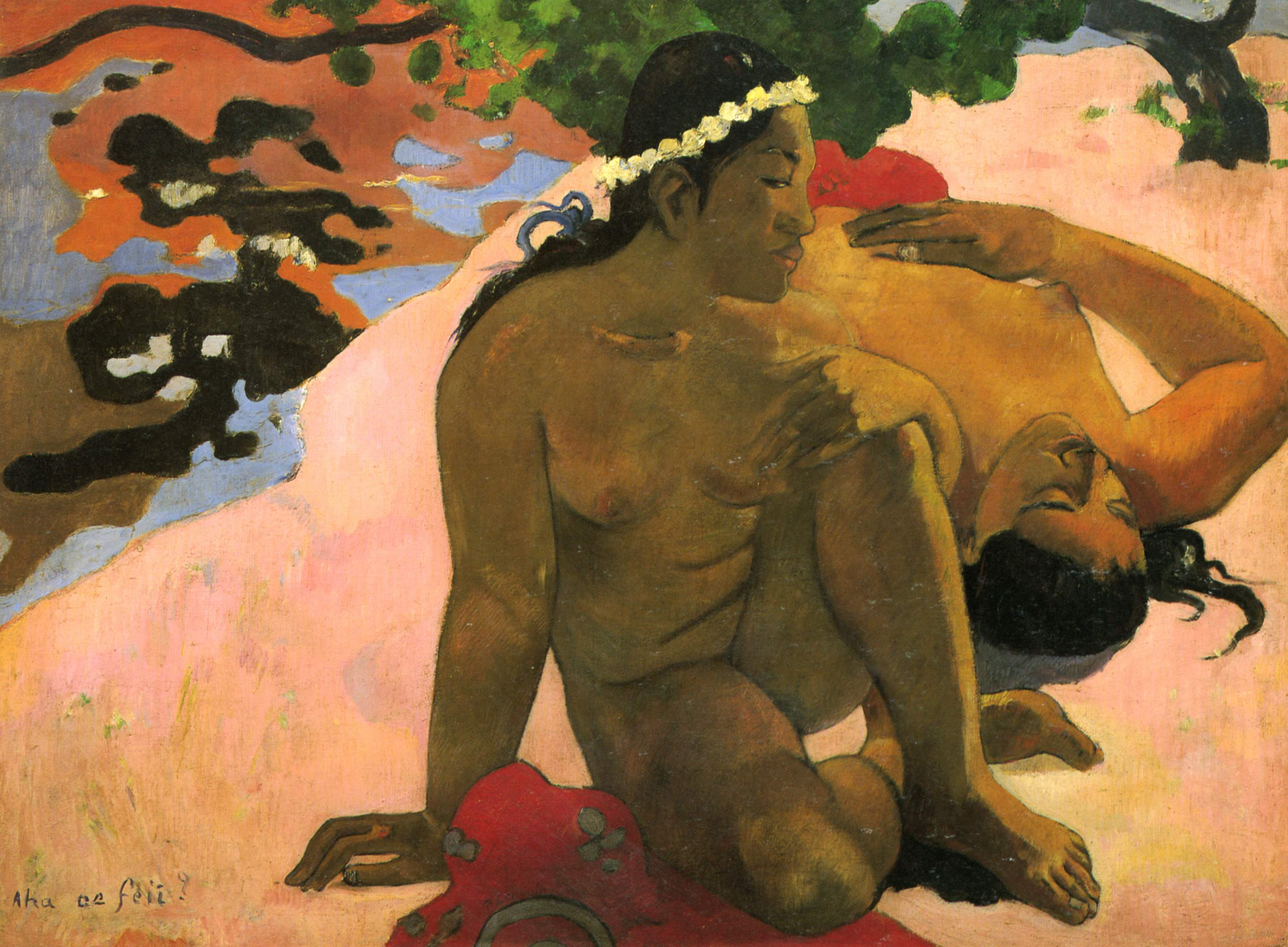
Vadå! Är du avundsjuk? av Paul Gauguin, 1892